# 新村信

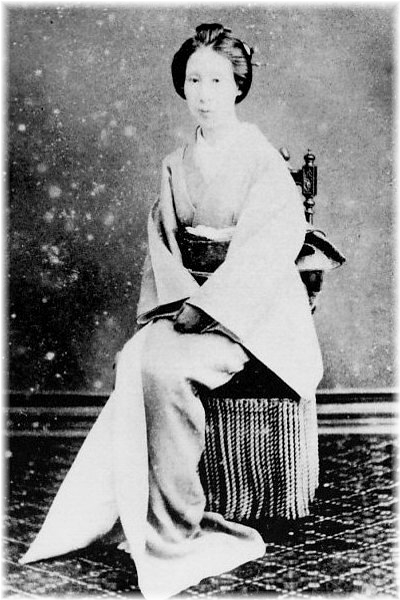
新村 信

新村 信（しんむら のぶ、嘉永5年（1852年）? - 明治38年（1905年）2月8日）は、15代将軍・徳川慶喜の側室。言語学者の新村出は義弟（ともに養子）である。

## 生涯
嘉永5年（1852年）頃、旗本・松平勘十郎（諱は政隆、形原松平家の流れ）の娘として生まれたとされる。その後、旗本・荒井省吾の養女となった後、さらに小姓頭取・新村猛雄の養女となった。
慶喜との間には明治6年（1873年）に長女・鏡子（徳川達孝夫人）、明治8年（1875年）に三女・鉄子（徳川達道夫人）、明治10年（1877年）に五男・池田仲博、明治15年（1882年）に九女・経子（伏見宮博恭王妃）、明治17年（1884年）に七男・慶久、明治20年（1887年）に十一女・英子（徳川圀順夫人）、明治21年（1888年）に十男・勝精をそれぞれもうけた。
明治維新後も慶喜の側室として仕えたのは、信と中根幸のみである。明治38年（1905年）2月8日、死去。墓所は東京都台東区にある谷中霊園。慶喜の墓の後ろに中根幸の墓と並び、新村信の墓と書かれた墓標が建つ。